# 格氏硬頭魚
格氏硬頭魚(学名：Craterocephalus gloveri），為輻鰭魚綱銀漢魚目銀漢魚科的其中一種，被IUCN列為易危保育類動物，分布於澳洲Dalhousie泉流域，體長可達5.2公分，為熱帶魚類，棲息在溪流淺水域，生活習性不明。